# Peptidoglikan
Murein ili peptidoglikan je organski makromolekul. On je osnova ćelijskih zidova bakterija i modrozelenih algi (razvojne grane Eubacteria).
Murein daje ćelijskom zidu čvrstinu i oblik. Uloga mu je zaštitna. Njegova je funkcija u prvom redu mehanička. Zavisno od njegove strukture i udela drugih materija u bakterijskom ćelijskom zidu kroz koji je murein protkan, bakterije delimo u dva grupe: gram-pozitivne bakterije i gram-negativne bakterije. Prva skupina je zbog više slojeva mureina otpornija i krutija, a druga je zbog tankog sloja osetljivija na mehanička oštećenja. Zbog ostalih tvari javlja se i različita reakcija na bojenje po Gramu.
Novija literatura umesto pojma murein koristi pojam peptidoglikan.
Murein je svojstven ćelijskim zidovima eubakterija (prokariote), a nema ga kod arheobakterija, niti kod eukariota.

## Spoljašnje veze
- Diagrammatic representation of peptidoglycan structures.
- Structure of MurNAc 6-Phosphate Hydrolase (MurQ) from Haemophilus influenzae with a Bound Inhibitor.